# RETN
RETN (англ. REal Time Network) — международный магистральный оператор связи, предоставляющий спектр телекоммуникационных услуг на собственной волоконно-оптической сети, среди которых: Интернет транзит c любой полосой пропускания, аренда каналов связи на различных скоростях, построение виртуальных сетей, размещение и обслуживания оборудования и другие.
На территории России группу компаний RETN представляет АО «РетнНет» (офис в Москве, филиал №1 в Санкт-Петербурге, представительства в Воронеже, Саратове); в восточной Европе — ТОВ «РЕТН» (Украина), ИУП «РЕТН» (Беларусь); в западной Европе, США и Азии — RETN Ltd.(UK), RETN Baltics AS, RETN Poland Sp. z o.o., RETN GmbH, RETN (Hong Kong) Ltd.
RETN оказывает услуги передачи данных и IP-трафика между крупнейшими телекоммуникационными узлами мира и России. Сеть построена на оборудовании Juniper (ip) и Infinera (dwdm), обеспечивающим пропускную способность от 100 Гбит/c.
Руководство: Д. Г. Самарин, О. А. Варлагина, В. А. Таран.
Услуги и технологии сети RETN:
- IP Transit — название услуги; по сути — IP-транзит.
- Ethernet and VPN — услуга организации VPN поверх MPLS-сети.
- DWDM — технология, применяемая RETN на наиболее загружаемых трафиком участках сети. Оборудование DWDM значительно увеличивает пропускную способность (capacity) сети без увеличения количества волокнно-оптических линий.
- SDH — услуга предоставления SDH-интерфейса при аренде каналов передачи данных.
- Colocation — услуга размещения серверов и сетевого оборудования в десятке промышленных дата-центров Европы, США и России, в которых RETN арендует или приобрел технологические площади.
- Remote IX - услуга предоставления удаленного доступа к точкам обмена траффиком
- ASP — услуга предоставления в аренду лицензионного программного обеспечения, в основном производства корпорации Microsoft.

Услугами сети пользуются более 1200 российских и зарубежных операторов связи, точек обмена трафиком, дата-центров и около 600 международных компаний в 26 странах Европы, Азии и Северной Америки. Большая часть магистралей и узлов сети сосредоточена в России и Европе. Панъевропейское кольцо RETN длиной более 30000 км обеспечивает значительную часть международного обмена трафиком России и Украины. Суммарная пропускная способность магистральной сети на четырёх основных направлениях из Азии в западные страны достигает 5 Тб/с.

## История
Сеть RETN основана в 2002 г. как совместный проект двух крупнейших операторов Петербурга «ПетерСтар» и «Элтел». В 2005 г. «ПетерСтар» выходит из проекта по причине присоединения к группе компаний Synterra, и использует в качестве магистрального провайдера «РТКомм.РУ». Руководство «Элтела» решает развивать это направление бизнеса, находит инвесторов и создает группу компаний для управления международной сетью. ЗАО «РетнНет» (на территории России), RETN Ltd. (в Европе и США), ТОВ Retn (Украина).
История открытия узлов сети:
- В 2003 г. — в Москве, Лондоне, Нью-Йорке и Хельсинки.
- В 2005 г. — в Стокгольме, Амстердаме, Нижнем Новгороде, Владимире и Ярославле.
- В 2006 г. — во Франкфурте, Ашбёрне (Вашингтон), Великом Новгороде и Твери.
- В 2007 г. — в Киеве, Праге, Белгороде и Воронеже.
- В 2008 г. — в Берлине, Париже, Варшаве, Вене, Львове, Гонконге, Цюрихе, Токио, Лос Анджелесе, Брюсселе, Туле и Липецке.
- В 2009 г. — в Копенгагене, Гамбурге, Мюнхене, Штутгарде, Кёльне, Будапеште, Эспоо, Риге, Ужгороде.
- В 2010 г. — в Ростове-на-Дону, Каменске-Шахтинском и Донецке.
- В 2011 г. — в Харькове, Чернигове, Таллине, Запорожье, Николаеве, Одессе, Сан-Хосе (США), Рязани, Коломне, Раменском и Милане.
- В 2012 г. — в Саратове, Старом Осколе. Строительство DWDM сетей RETN вглубь России, запуск кольцевой IP сети c узлами на Урале и в Сибири; запуск нового DWDM маршрута Украина — Польша — Германия.
- В 2013 г. — запуск узлов доступа к DWDM и IP сетям RETN в Литве, Латвии и Эстонии, построение дополнительных маршрутов для резервирования основного кольца и расширения географии присутствия;
- В 2014 г. — строительство DWDM маршрута в восточном направлении: Саратов — Уральск (Республика Казахстан) и замыкание 100G кольца вокруг Среднего Поволжья по маршруту  Нижний Новгород — Чебоксары — Казань — Пермь — Екатеринбург — Челябинск - Уфа — Самара — Саратов. Запуск DWDM узла в Братиславе. Сеть RETN вышла в Испанию.
- В 2015 г. — запуск трансбалтийского DWDM маршрута Хельсинки-Таллин-Рига-Вильнюс-Варшава. В результате, замкнулось Балтийское кольцо международной сети RETN. Увеличение присутствия в Германии (Франкфунрт, Гамбург), Англии (Лондон), Нидерландах (Меппел, Дронтен), запуск узлов на Дальнем Востоке и Центральной России (Владивосток, Хабаровск, Брянск, Воронеж и другие), в Гонконге.

В 2015 году насчитывается более 180 активных точек присутствия на сети.
Хронология подключения к точкам обмена трафиком:
- 2004 г.
  - 9 октября LINX (Лондон)
- 2005 г.
  - 7 ноября AMS-IX (Амстердам)
  - 12 декабря MSK-IX (Москва)
- 2006 г.
  - 14 июля Equinix (Ашбёрн, США)
  - 28 июля NetNod (Стокгольм)
  - 5 декабря DE-CIX (Германия)
- 2007 г.
  - 10 мая FICIX (Хельсинки)
  - 2 июля NYIIX (Нью-Йорк)
- 2008 г.
  - 31 января NIX.CZ (Прага)
  - 1 июля VIX (Вена)
  - 30 июля BCIX (Берлин)
  - 28 августа BNIX (Бельгия)
  - 29 августа Any2 (Лос-Анджелес)
  - 1 сентября SwissIX (Швейцария)
  - 3 декабря PaNAP (Париж)
  - 24 декабря EQUINIX (Токио)
- 2009 г.
  - 1 февраля PLIX (Варшава)
  - 10 июля DTEL-IX (Киев)
  - 10 октября BIX (Будапешт)
- 2010 г.
  - 19 апреля BIX.BG (София)
  - 20 апреля InterLan (Бухарест)
  - 11 мая NL-IX (Амстердам)
  - 10 сентября NOTA Terramark NAP (Майами)
  - 10 ноября France-IX (Париж)
  - 3 декабря HKIX (Гонконг)
- 2011 г.
  - 7 декабря MIX (Милан)

В настоящее время продолжается развитие сети на территории России, Европы, Китая.